# Bar Italia (gruppo musicale)
I Bar Italia (reso graficamente come bar italia) sono un gruppo musicale indie rock  britannico formatosi a Londra nel 2019. La formazione è composta da Nina Cristante (voce), Sam Fenton (voce, chitarra) e da Jezmi Tarik Fehmi (voce, chitarra). Il loro nome deriva dall'omonimo caffè londinese presente nel quartiere Soho.

## Biografia
Nina Cristante (imparentata da parte di madre con Carmelo La Bionda) è nata in Italia e, cresciuta a Roma, si è trasferita a Londra nel 2007. Nel capoluogo britannico Cristante ha lavorato come nutrizionista e personal trainer, alternandosi con un'attività di artista che l'ha portata anche alla Biennale di Berlino nel 2016.
Nel 2019 ha fondato ufficialmente il gruppo con Sam Fenton e Jezmi Fehmi, i quali risiedevano nell'appartamento sotto il suo a Peckham.
Dopo due album e un EP prodotti dall'etichetta indipendente World Music, nel 2023 la band ha firmato un contratto con la Matador Records. Per la casa discografica statunitense nello stesso anno sono stati pubblicati due dischi: Tracey Denim a maggio e The Twits a novembre. Il secondo ha raggiunto la posizione numero 36 della UK Albums Chart.

## Formazione
Formazione attuale
- Nina Cristante - voce (2020-in corso)
- Sam Fenton - voce, chitarra (2020-in corso)
- Jezmi Tarik Fehmi - voce, chitarra (2020-in corso)

## Discografia

### Album in studio
- Quarrel (World Music, 2020)
- Bedhead (World Music, 2021)
- Tracey Denim (Matador Records, 2023)
- The Twits (Matador Records, 2023)

### EP
- Angelica Pilled (World Music, 2020)
- CDR (autoprodotto, 2022)
- The Tw*ts (Matador Records, 2024)

### Singoli
- 2022 - Banks
- 2022 - Miracle Crush
- 2022 - Polly Armour (autoprodotto)
- 2023 - Nurse!
- 2023 - Punkt!
- 2023 - Changer
- 2023 - My Little Tony
- 2023 - Jelsy
- 2023 - World's Greatest Emoter

## Riconoscimenti
- Nel 2022 sono stati eletti "artisti da tenere d'occhio" sia dalla rivista The Face che dal The Times .[2][11]
- Miracle Crush è stata inserita da Crack Magazine nella sua lista delle migliori canzoni del 2022 e posizionata al tredicesimo posto.[12]
- La rivista culturale francese Les Inrockuptibles ha posizionato i loro due dischi del 2023 ex aequo al decimo posto della loro lista dei cento migliori album dell'anno.[13]